# غران-كورون (أين)
غران-كورون (بالفرنسية: Grand-Corent)‏ هي بلدية فرنسية تقع في إقليم الأين في فرنسا. رمز إنسي لها هو:1177. أما الرمز البريدي لها فهو: 1250.